# Herb gminy Raszyn
Herb gminy Raszyn – jeden z symboli gminy Raszyn, autorstwa księdza Pawła Dudzińskiego, ustanowiony 3 lutego 1999.

## Wygląd i symbolika
Herb przedstawia na tarczy dwudzielnej w słup w polu prawym, czerwonym, głowa orła srebrna w lewo z dziobem złotym, w polu lewym, złotym, głowa orła czarna z dziobem złotym. Głowa białego orła na czerwonym tle symbolizuje Polskę (odwołanie do godła Polski). Natomiast głowa czarnego orła na złotym tle symbolizuje Cesarstwo Austriackie i Imperium Rosyjskie (nawiązanie do ich herbów). Oba orły zwrócone do siebie złotymi dziobami symbolizują walkę narodu polskiego z Austrią (bitwa pod Raszynem).